# Virginia Slims of Washington 1972
Virginia Slims of Washington 1972  — жіночий тенісний турнір, що проходив на закритих кортах з килимовим покриттям Linden Hill Racquet Club у Бетесді (США). Належав до Women's Tennis Circuit 1972. Турнір відбувся вперше і тривав з 24 до 29 лютого 1972 року. Несіяна Ненсі Гюнтер здобула титул в одиночному розряді й заробила 3,5 тис. доларів.

## Фінальна частина

### Одиночний розряд
Ненсі Гюнтер —  Кріс Еверт 7–6(5–1), 6–2

### Парний розряд
Венді Овертон /  Валері Зігенфусс —  Джуді Тегарт /  Франсуаза Дюрр 7–5, 6–2

## Розподіл призових грошей
| Дисципліна       | П      | F      | 3-тє   | 4-те   | ЧФ   | 1/8  |
| Одиночний розряд | $3,500 | $2,400 | $1,900 | $1,600 | $750 | $400 |